# یواس‌اس چو (دی‌دی-۱۰۶)
یواس‌اس چو (دی‌دی-۱۰۶) (به انگلیسی: USS Chew (DD-106)) یک کشتی بود که طول آن ۹۵٫۸۳ متر (۳۱۴٫۴ فوت) بود. این کشتی در سال ۱۹۱۸ ساخته شد.